# Hoya linavergarae
Hoya linavergarae är en oleanderväxtart som beskrevs av Kloppenb. och Siar. Hoya linavergarae ingår i släktet Hoya och familjen oleanderväxter. Inga underarter finns listade i Catalogue of Life.